# Gul syramätare

Gul syramätare, Timandra comae är en fjärilsart som beskrevs av Anton Schmidt 1931. Gul syramätare ingår i släktet Timandra och familjen mätare,Geometridae. Arten är reproducerande i Sverige. Inga underarter finns listade i Catalogue of Life.
Gul syramätare har en systerart, grå syramätare  som den är väldigt lik. Gul syramätare har gul grundfärg och tydligt rödaktig tvärlinje och vingfransar. Ofta krävs genitalieundersökning för säker artbestämning.

## Bildgalleri

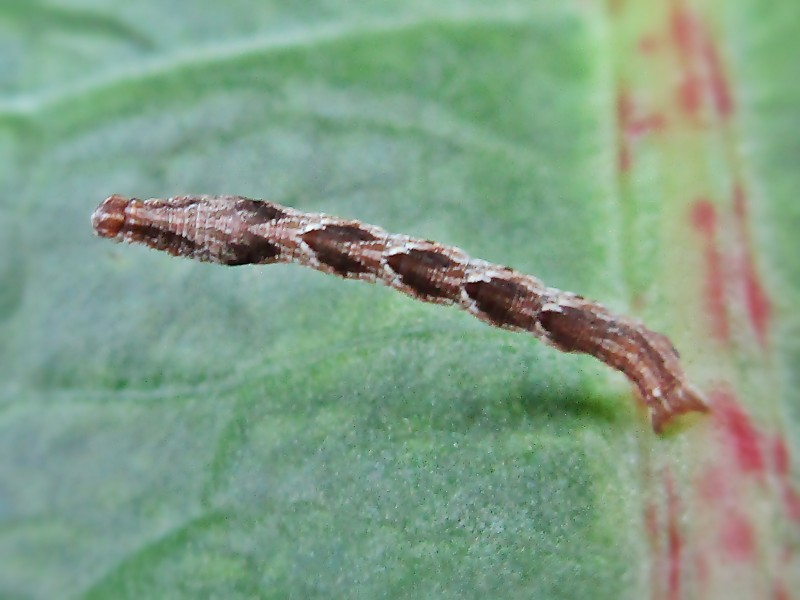
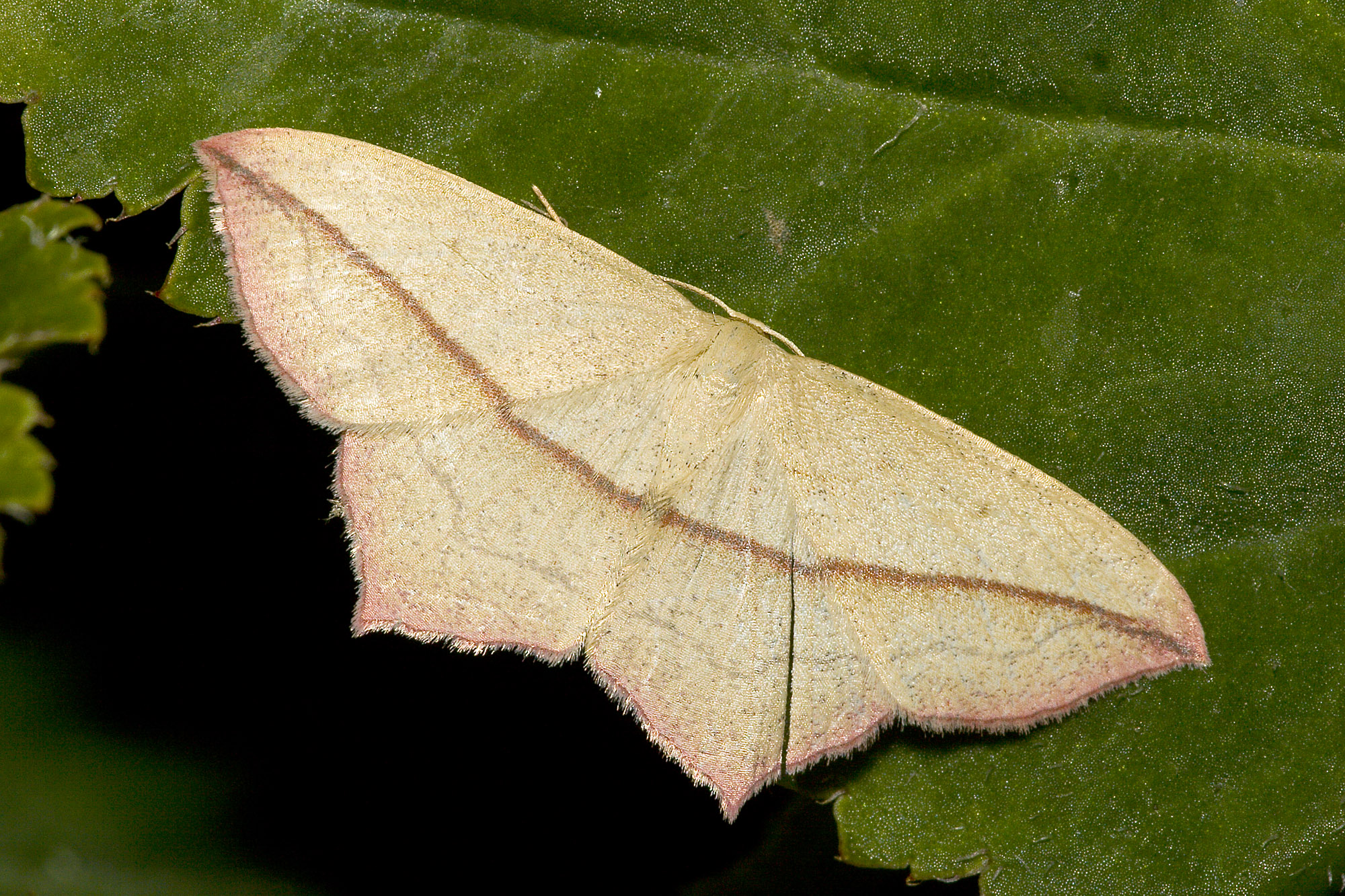
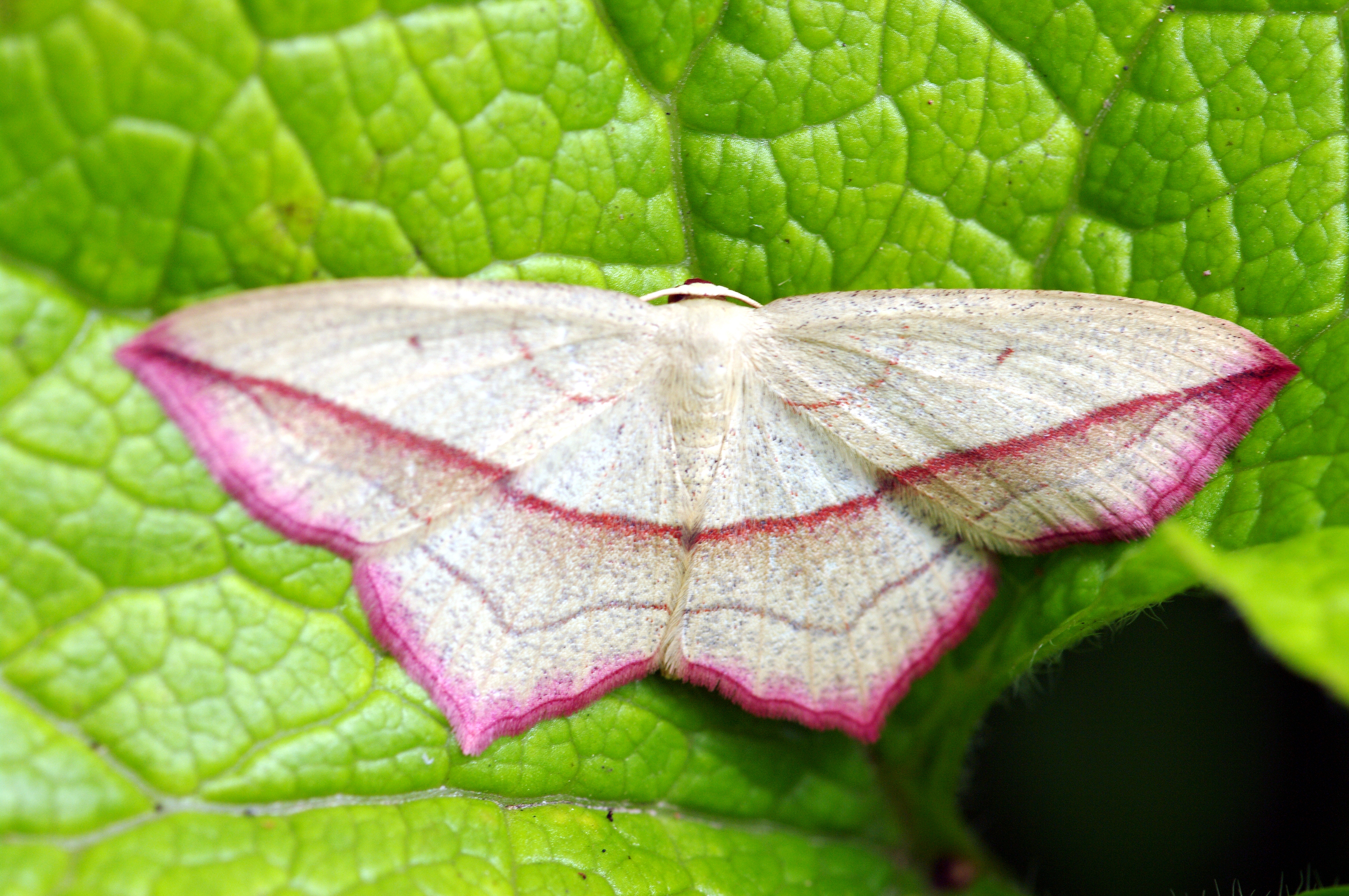